# 植木不等式
植木 不等式（うえき ふとうしき、1958年（昭和33年） - 2025年（令和7年）5月25日）は、日本のお笑いサイエンスライター。
本名は木元俊宏。母は評論家の木元教子。

## 来歴
東京都出身。東京都立西高等学校を経て東京大学文学部卒。元朝日新聞社職員。元早稲田大学客員研究員。
名前は植木等のもじりである。駄洒落による導入、博識に基づく素材の選択、意表をつく考察などのスタイルに特徴がある。
2025年5月5日、心臓の人工弁が劣化したためこれを取り換える手術を行い、無事終了する。しかし術後の数時間後に容態が急変し、結果として左冠動脈解離による急性心筋梗塞を発症。補助心肺装置を用いた懸命の医療行為が行われるも重度の肺炎を併発し、約3週間後の5月25日、心臓の拍動が停止。同日午後10時37分、家族立ち合いのもと医師による死亡宣告がなされる。享年66歳。

## 著作

### 単著
- 『母親への公開状』青娥書房、1979年。 ※木元俊宏 名義
- 『悲しきネクタイ 企業環境における会社員の生態学的および動物行動学的研究』地人書館、1996年10月。ISBN 4-8052-0518-0。
  - 『悲しきネクタイ 企業環境における会社員の生態学的および動物行動学的研究』日本経済新聞社〈日経ビジネス人文庫〉、2001年8月。ISBN 4-532-19078-9。
- 『こころが疲れたら読む世紀末おとぎ話 トンデモ童話20選』大和書房、1997年10月。ISBN 4-479-39056-1。
  - 『世紀末おとぎ話（電子版）』グリフォン書店、2012年10月。
- 『さあ、場ちがいになりなさい』開田無法地帯、2006年。
- 『スピリチュアルワールド見聞記』楽工社、2008年6月3日。ISBN 978-4-903063-22-5。
- 『ぼくらの哀しき超兵器 ―― 軍事と科学の夢のあと ――』岩波書店〈岩波現代全書〉、2015年8月。ISBN 978-4-00-029171-2。

その他、と学会の（元）メンバーとして、関連書籍（と学会の項参照）や鯨者連の（元）メンバーとして、『鯨イルカ雑学ノート』ダイヤモンド社への著述がある。

### 翻訳
- ロバート・スレイター『コンピュータの英雄たち』馬上康成・木元俊宏訳、朝日新聞社、1992年7月。ISBN 402256475X。
- マーク・ミナシ『いつまでバグを買わされるのか 平気で欠陥商品を売る業界の内幕』植木不等式監訳、ダイヤモンド社、2000年9月。ISBN 4-478-37296-9。
- パルヴェーズ・フッドボーイ『イスラームと科学』植木不等式訳、勁草書房、2012年1月。ISBN 978-4-326-75049-8。

### 連載
- 1998年頃から2001年頃までasahi.com内にてコラム「ウェブWatch」を毎週連載していた。

## 関連人物
- 小田嶋隆 - 植木の学生時代の友人が経営するIT関係の出版社で出会った。植木は小田島を「駄洒落の師」として仰いでいた。